# Crocidura paradoxura
Crocidura paradoxura är en däggdjursart som beskrevs av George Edward Dobson 1886. Crocidura paradoxura ingår i släktet Crocidura och familjen näbbmöss. IUCN kategoriserar arten globalt som livskraftig. Inga underarter finns listade i Catalogue of Life.
Arten förekommer i bergstrakter på sydvästra Sumatra. Utbredningsområdet ligger ungefär 1000 till 2000 meter över havet. Crocidura paradoxura hittas främst i bergsskogar.